# USS Энтерпрайз (NCC-1701)
USS Энтерпрайз (NCC-1701) (англ. USS Enterprise (NCC-1701)) — вымышленный звездолёт Звёздного флота класса «Конституция» из сериала «Звёздный путь: Оригинальный сериал». В течение 40 лет своего использования прошёл модернизации, как минимум, два ремонта. С его помощью были произведены путешествия во времени, что сделало его самым известным кораблём Звёздного флота того периода. Главные достижения произошли во время пятилетней миссии (2265—2270) под командованием Джеймса Кирка.
Мэтт Джеффри спроектировал «Энтерпрайз» для телевидения, и его основные компоненты дизайна, первичный корпус в форме блюдца, две начальные мотогондолы и цилиндрический вторичный корпус использовались в нескольких телевизионных и кинопроектах. После гибели «Энтерпрайза» в третьем франчайзинговом фильме съемочная модель этого судна была исправлена и изображена в качестве его преемника-звездолёта «Энтерпрайз» NCC-1701-A.
В начале эры космических полётов для человека, оригинальный «Энтерпрайз» стал иконой популярной культуры. Первоначальный облик судна повлиял на дизайн последующих космических аппаратов франшизы. Модель, снятая для «Звёздного пути», десятилетиями демонстрировалась в Национальном музее воздухоплавания и астронавтики в Вашингтоне. NCC-1701 неоднократно признавался одним из лучших по конструкции и наиболее влиятельным научно-фантастическим космическим аппаратом.

## История звездолёта во франшизе

### Происхождение
«Династия» кораблей, носящих имя «Энтерпрайз», имеет длительную земную (а потом и федеративную) историю, от эры мореплавания до эпохи варп-двигателей. l’Entreprenant (Enterprising) был французским кораблём в 1671 году. Первый атомный авианосец был назван USS Энтерпрайз (CVN-65). Он был показан в фильме Star Trek IV: The Voyage Home. Также, существует мнение, согласно которому, по многочисленным предложениям фанатов Звёздного пути первый шаттл «Enterprise» был назван так именно в честь его вымышленного тёзки. Первый земной звездолёт дальнего радиуса действия USS Энтерпрайз (NX-01) был введён в строй в 2151 году под командованием капитана Джонатана Арчера, что открыло новую эру исследований глубокого космоса людьми.(До этого людям Земли космос был доступен лишь в радиусе около до 60 св. лет от Солнца.)

### Ранняя История
В первой половине XXIII века как минимум 12 звездолётов класса «Конституция» были введены в действие командованием Звёздного Флота Класс «Конституция» был представлен около 2240 года. На этот промежуток времени корабль был самым мощным и быстрым и самым тяжеловооружённым кораблём. 12 единиц этого класса были на службе к 2242 году. Начиная с корабля «Энтерпрайз» в 2271 году, корабли класса «Конституция» подверглись глубокой модернизации. В частности были заменены инженерные корпуса и «шеи», увеличилась секция тарелки (блюдца), а также корабли получили новые варп-гондолы и модули мостика. Суда могли быть списаны к концу XXIII века, одно из них было выставлено на показ в Музее Звёздного флота. Корабли класса «Конституция» составляли противовес судам клингонов, с которыми Федерация была в состоянии войны, что, впрочем, не мешало попадать этим судам в засады и гибнуть на поле боя. Судно с регистровым индексом NСС-1701, построенное в доке станции-верфи «Сан-Франциско», было названо «Энтерпрайз». Ларри Марвик был одним из дизайнеров, работавших над «Энтерпрайзом», доктор Ричард Дэйстром спроектировал компьютерные системы, а капитан Роберт Эйприл был первым капитаном этого звездолёта. Он провёл испытательный полёт, а также несколько ранних миссий. Сара Эйприл служила главным бортврачом и разработала некоторые приборы для корабельного лазарета.
Капитан Кристофер Пайк командовал кораблём с 50-х по 60-е года XXIII века. Его миссия включала полёты в системы Ригель, Вега и Талос.

### Пятилетняя миссия Кирка
В 2265 году «Энтерпрайз» был назначен на пятилетнюю исследовательскую миссию в глубокий космос под командованием самого молодого на то время капитана Звёздного флота Джеймса Т. Кирка. Главной целью миссии был поиск и контакт с неизвестными Федерации инопланетными цивилизациями.
В течение этой миссии «Энтерпрайз» защищал территорию Федерации от агрессоров, заключал мирные договоры в том числе с вновь найденными инопланетными расами, проводил исследования и помогал нуждающимся на разных планетах.

### Битвы
Характер исследовательской миссии подразумевал, что «Энтерпрайз» часто был единственной военной единицей Федерации в неисследованной, незащищённой области. В битвы корабль вступал с минимальным шансом на помощь извне против неизвестных врагов. То есть «Энтерпрайз» использовался в качестве дальнего военно-исследовательского крейсера.
К счастью, одно из ранних столкновений с обманчиво-могущественным кораблём «Фезариус» закончилось дружественным первым контактом с Первой Федерацией в 2266 году. В 2267 году, следуя за разрушителями колонии на Цестусе III неожиданная атака до этого неизвестного вида привела к борьбе с Горном.
В звёздную дату 4729.4 «Энтерпрайз», оснащённый новым экспериментальным компьютером M-5, стал машиной-убийцей, атаковал однотипный звездолёт «Экскалибур», посчитав его врагом, и уничтожил всю команду до того, как Кирк вернул контроль над «Энтерпрайзом» и вернул порядок на корабль.

## Разработка и производство

### Звёздный путь: Оригинальный сериал
Первоначально звездолёт «Энтерпрайз» должен был называться «Йорктаун». Пато Гусман был первым арт-директором, назначенным в «Звёздный путь». Мэтт Джеффри, его помощник, взял на себя обязанности арт-директора, когда Гусман покинул проект. Джеффри, который не был поклонником научной фантастики, был главным дизайнером «Энтерпрайза» и основывался на концепциях, предложенных создателем сериала Джином Родденберри. У Родденберри не было никаких идей о том, как должен выглядеть корабль, но он изложил несколько параметров для корабля:
«Мы […] в глубоком космосе, на эквиваленте космического корабля размером с крейсер. Мы не знаем, каков режим питания, но я не хочу видеть никаких следов огня. Нет полос дыма, нет реактивных воздухозаборников, ракетных выхлопов или чего-то подобного […]. Это будет похоже на космический корабль, работающий по всей нашей галактике.»

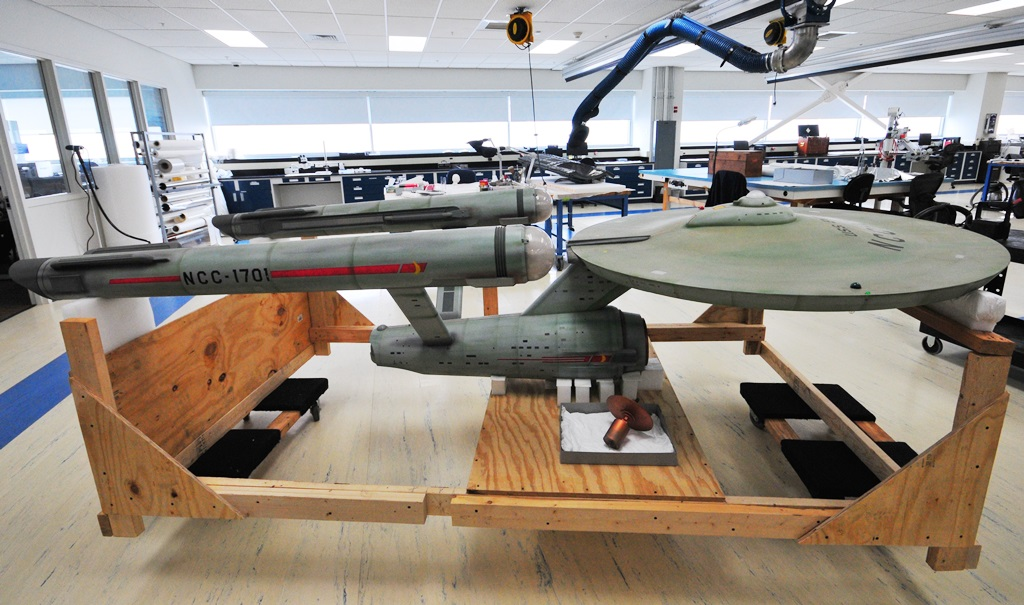
11-футовая (3,4 м) съемочная модель, используемая для «Звёздного пути». Он находится в Смитсоновском институте, которому Paramount Pictures пожертвовала модель в 1974 году.

Родденберри далее уточнил, что «Энтерпрайз» будет работать в основном в космосе, иметь экипаж 100—150 человек и быть невероятно быстрым. И Джеффри, и Родденберри хотели, чтобы звездолёт не выглядел как какой-либо из ракетных кораблей, уже используемых в аэрокосмической промышленности или в популярной культуре. Многие проекты Джеффри были отклонены за того, что были «слишком обычными». Чтобы соответствовать требованиям Родденберри в том, чтобы корабль выглядел правдоподобно, Джеффри попытался «визуализировать четвёртое, пятое или десятое поколения современной техники, которые были бы похожи». Опыт Джеффри в авиации привел к тому, что его проекты прониклись тем, что он назвал «логикой самолёта». Джеффри предполагал, что двигатели корабля будут слишком мощными, чтобы быть рядом с экипажем, предложив, чтобы они были отделены от корпуса. В то время как Джеффри первоначально отвергал дискообразный компонент, беспокоясь о сходстве с летающими тарелками, сферический модуль в конечном итоге сплющился в блюдце. Во время очередного визита к Джеффри Родденберри и сотрудники NBC были привлечены к созданию «Энтерпрайза», напоминающему его окончательную конфигурацию. Джеффри создал небольшую модель этой конструкции, которая, удерживаясь на верёвочке, висела вверх ногами — внешний вид, который он должен был «отменить». Джеффри сделал корпус гладким, с ощущением, что компоненты корабля обслуживались изнутри.
Судовой реестр «NCC-1701» связан с тем, что «NC» является одним из международных кодов регистрации воздушных судов, присвоенных Соединенным Штатам. Вторая «C» была добавлена, потому что советские самолёты использовали «Cs», и Джеффри полагал, что запуск «Энтерпрайз» в космос будет совместной операцией Соединённых Штатов и России. «NCC» — аббревиатура Звёздного Флота для «контракта на военно-морское строительство», подобно тому, как Военно-морской флот США ставит номера на своих корпусах. Джеффри отверг цифры 3, 6, 8 и 9 как «слишком похожие» на экране; в конце концов он рассуждал, что «Энтерпрайз» был первым судном 17-й конструкции звездолёта Звёздного флота, следовательно, «1701». Создатели «Звёздного пути» пояснили, что «USS» означает «Объединённый космический корабль» (англ. United Space Ship) и что «Энтерпрайз является членом класса звездолётов». Корабль был изменён на класс «Конституция» с выпуском «Технического руководства Звёздного флота» Франца Йозефа в 1975 году.
Первая миниатюра, построенная по чертежам Джеффри, была четырёхдюймовой масштабной моделью. Desilu Studios, которая продюсировала «Звёздный путь», наняла опытного кино-и телевизионного моделиста Ричарда К. Датина сделать опытный образец. Датин использовал субподрядчика с большим токарным станком для основных подкомпонентов и работал над моделью около 110 часов в ноябре 1964 года The 33-дюйма (0,8 м). 33-дюймовая (0,8 м) модель была сделана в основном из сосны, с деталями из оргстекла и латуни. Датин сделал незначительные изменения после замечаний Родденберри, и представил завершенную модель — которая стоила около $600 — Desilu Studios в декабре 1964 года.
Затем Desilu Studios заказал крупную модель для съемок, которую Датин изготовил на Volmer Johnson и Production Model Shop в городе Бербанк. Датин руководил изготовителями моделей и сделал детальную её проработку, которая была построена из гипса, листового металла и дерева. Готовая модель получилась длиной 11 футов 3,5 дюйма (3,4 м), весила 125 килограммов (276 фунтов) и стоила $6000. Модель для съемок была поставлена слишком поздно, чтобы её можно было использовать для первоначального пилотного эпизода «Клетка». 11-футовая модель была первоначально снята Говардом Андерсоном. После утверждения Родденберри второго пилота, «Куда не ступала нога человека» (1966), различные детали 11-футовой модели были изменены, а окна правого борта и ходовые огни были подсвечены изнутри . Когда сериал был запущен в производство, модель была изменена ещё раз, и затем регулярно модифицировалась на протяжении всей активной съемки. Большинство мелких деталей на модели не были видны телезрителям. Говард Андерсон не мог идти в ногу со съемками и спецэффектами для регулярного производства, поэтому продюсеры наняли несколько других студий, чтобы добавить эффекты и дополнительные кадры. Оборудование управления движением было слишком дорогим, поэтому корабль был снят с помощью кукольной мультипликации. Использовались самые дешевые спецэффекты. Большинство кадров «Энтерпрайза» в третьем сезоне были использованы повторно из первого или второго сезонов Производство спецэффектов было дешёвым, насколько это возможно..
«Энтерпрайз» должен был отвечать знакомой, повторяющейся обстановкой, подобной Додж-Сити в американском сериале «Дымок из ствола» и Главному госпиталю Блэр в сериале «Доктор Килдэр». Использование постоянных наборов также помогло решить бюджетные проблемы Desilu. По мере продвижения съёмок, постоянные локации, такие как машинное отделение и мостик, становились все более подробными. Мостик поначалу был монохромным в пилоте «Клетка», но затем его переделали в «Куда не ступала нога человека» из-за возрастающей популярности цветных телевизоров. Родденберри описал коридоры корабля как «Des Moines Holiday Inn Style». Судовые кресла были изготовлены Берком из Далласа и похожи на оригинальные кресла «tulip», разработанные Ээро Саариненом. Полные внутренние планы палубы «Энтерпрайза» были разработаны Францем Йозефом в 1974 году, с одобрения Родденберри. По заданию Родденберри, дизайнер звуковых эффектов Дуглас Гриндстафф создал различные звуки для разных частей судна. Фоновые звуковые эффекты часто создавались с помощью электрооргана Хаммонда или другого музыкального инструмента, а звуки двигателя частично создавались с помощью шумного кондиционера.

### Фильмы франшизы

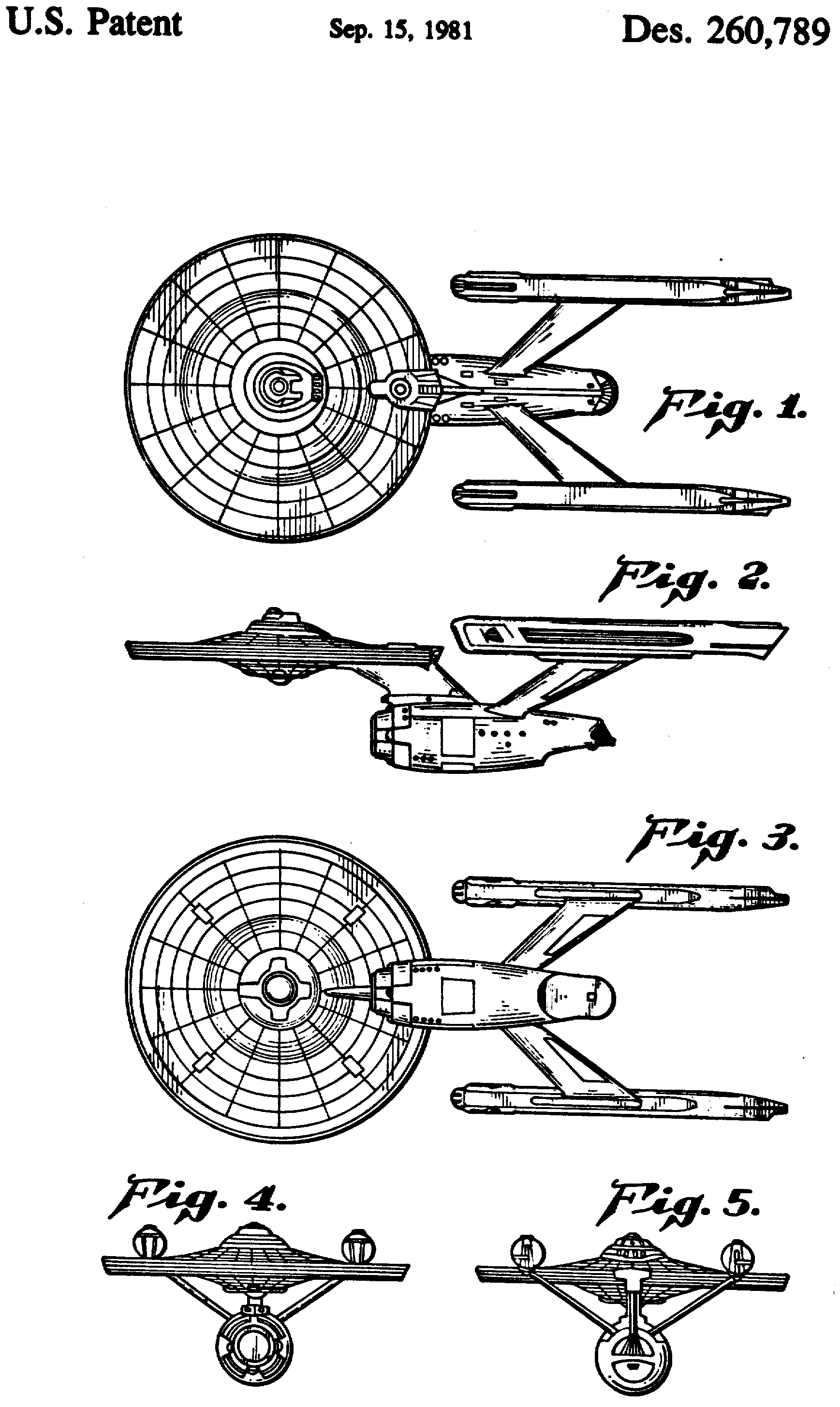
Патентное удостоверение, представленное Эндрю Пробертом в Ведомство по патентам и товарным знакам Соединённых Штатов для «игрушечного космического корабля» по подобию переработанного звездолёта «Энтерпрайз» в 1979 году. Проберт получил патент в 1981 году.

Новый звездолёт «Энтерпрайз» был разработан Мэттом Джеффри для запланированного телевизионного сериала «Star Trek: Phase II», по нему были созданы модели. Джеффри начал с «оригинального» дизайна «Энтерпрайза», а затем уточнил компоненты, например двигатели. Некоторые компоненты, такие как сенсорный диск, перемещались бы внутри корабля для более лёгкого обслуживания. Отказ от сериала «Фаза II» в пользу производства полнометражного фильма «Звёздный путь (фильм, 1979)» потребовал дополнительной проработки «Энтерпрайза»: фильм требовал большей детализации, чем для телевидения. Хотя Джеффри покинул проект, его концепции «Фазы II» легли в основу дизайна «Энтерпрайза» для фильма. Одной из самых сложных задач, стоящих перед кинопроизводителями, было воссоздание «Энтерпрайза» для кино.
Художественный руководитель Ричард Тейлор хотел начать проектирование «Энтерпрайза» для кино с нуля, но Родденберри убедил его продолжать работать с дизайном Джеффри. Тейлор пригласил Эндрю Проберта для уточнения деталей для корабля: Тейлор работал над гондолами, Проберт над остальными. Проберт пытался придать звездолёту внешний вид в стиле ар-деко. Арт-директор Джо Дженнингс и концептуальный иллюстратор Майкл Минор добавили дополнительные детали. Дэвид Кимбл создал схемы и планы палуб для обновленного «Энтерпрайза», которые были предоставлены производителям моделей, игрушечным компаниям и другим производителям лицензионной продукции.
Джим Доу отвечал за построение модели, создание пресс-форм и структурных процессов. Дочерняя компания Paramount Pictures Magicam потратила 14 месяцев и $150 000 на создание 8-футовой (2,4 м) 39-килограммовой (86 фунтов) модели. Алюминиевый каркас, сваренный дугой, гарантировал, что части корабля не провиснут, не согнутся и не задрожат при перемещении. В то время как «оригинальная» модель «Энтерпрайза» была замечена только в 17 направлениях съёмок, новая модель имела пять точек сочленения и могла быть снята под любым углом. Пол Олсен нарисовал четкую схему «ацтеков», чтобы обеспечить дополнительный уровень детализации на экране и предложить наличие блокирующих панелей, обеспечивающих прочность корпуса. Особый эффект получался благодаря мелким частицам слюды в краске, которая изменяет её видимый цвет. Тем не менее, световая вспышка, созданная краской, вызвала проблемы со съемкой, из-за которых было трудно различить край корабля на тёмном фоне. Дополнительные проблемы возникли у Джона Дайкстра с моделью Magicam; необходимо было довести звездолёт до вида, как если бы это был океанский лайнер, «великая леди морей в ночное время». Для дальних снимков использовалась 20-дюймовая (51 см) модель. Foundation Imaging создал CGI-модель корабля для режиссёрской картины 2001 года.

Продюсер Харви Беннетт, который решил уничтожить «Энтерпрайз» в фильме «Звёздный путь 3: В поисках Спока» (1984) во избежание предсказуемости сюжета фильма.

Художник-постановщик Гарольд Майкельсон отвечал за дизайн интерьера корабля, а директор Роберт Уайз за цветовую гамму интерьера. Новый мостик был спроектирован и частично построен для «Фазы II». Майкельсон в значительной степени сохранил дизайн и консоли. Задней проекции для дисплеев мостика первоначально разработаны Stowmar Enterprises. Когда производство фильма потребовало расширения возможностей, которые Stowmar мог их поставлять, дизайнеры производства изготовили свои собственные из осциллографов, медицинских изображений и экспериментальной компьютерной лаборатории. Коридоры изначально были прямолинейной конструкцией, похожей на телевизионный сериал; Майкельсон изменил их на угловую конструкцию со светом, излучающим вверх. Через принудительную перспективу и маленьких актёров 40-футовый (12 м) набор был изображен как 100-футовое (30 м) инженерное пространство.
Модель была слегка обновлена для фильма «Звёздный путь 2: Гнев Хана» (1982 год), с приглушенным внешним блеском и дополнительными деталями, добавленными в раму. Команда спецэффектов из «Industrial Light & Magic» (ILM) разработала методы, позволяющие изобразить повреждения звездолёта, не нанося физического вреда модели. Сотрудникам ILM было сложно работать с «Энтерпрайзом»: для монтажа модели и её перемещения с помощью погрузчика потребовалось восемь человек. Для создания морской атмосферы при внутренних съемках «Энтерпрайза» режиссёр Николас Майер выдал корабельный колокол, морскую дудку, и добавил мигающие огни и вывески. Планы палубы Дэвида Кимбла из кинофильма повлияли на то, как были изображены в «Гневе Хана» ранее невидимые внутренние устройства (например, торпедный отсек).
Признавая сюжет «Звёздный путь 3: В поисках Спока» (1984 год) слишком предсказуемым, продюсер Харв Беннетт решил уничтожить «Энтерпрайз». Хотя он хотел, чтобы событие держалось в секрете, новости просочились. Руководитель визуальных эффектов Кен Ралстон ненавидел корпоративную модель и упивался её разрушением. Вместо того, чтобы повредить большую и дорогую оригинальную модель, было создано и уничтожено несколько менее дорогих миниатюр и модулей. Одна из уничтоженных моделей была создана компанией Brick Price Movie Miniatures для «Фазы II».
Ралстон надеялся, что разрушение «Энтерпрайза» в «Поисках Спока» откроет дверь к разработке новой модели для будущих фильмов. Однако продюсеры «Звёздный путь 4: Путешествие домой» (1986 год) решили вернуть экипаж на дубликат предыдущего звездолёта. Хотя новая модель не была создана, ILM потребовалось более шести недель для восстановления и перекраски корабля, чтобы он появился в качестве нового «Энтерпрайз NCC-1701-A». «Оригинальный» мостик был отремонтирован и перекрашен, чтобы служить мостиком для «Энтерпрайза-A», и был заменён на новый только к пятому фильму. Изящные «Окудаграммы», созданные для мостика «Энтерпрайза-A», впоследствии использовались в других фильмах и сериалах «Звёздного пути». Когда начались съёмки сериала «Звёздный путь: Следующее поколение» (1987—1994 годы), несколько внутренних элементов «Энтерпрайза», такие как мостик, были исправлены для использования в телевизионном шоу. Позже, некоторые элементы «Следующего поколения», такие как машинное отделение «Энтерпрайз NCC-1701-D» и конференц-зал, были изменены, чтобы изобразить интерьеры «Энтерпрайза-A».

### Перезагрузка франшизы 2009 года
Для «Звёздный путь (фильм, 2009)» «Энтерпрайз» был переконструирован. В предварительной раскадровке Дэвид Дозорец поручил дизайнерам решить проблему, как сделать «версию 2009 года в стиле 60-х годов». Директор Джей Джей Абрамс хотел, чтобы «Энтерпрайз» как ретро-автомобиль «Хот-род», сохранял традиционную форму, но в остальном дал ILM «огромную» свободу действий в создании звездолёта. В целом, по словам дизайнера производства Скотта Чамблиса, дизайнеры хотели, чтобы «Энтерпрайз» выглядел так же тщательно, как и роскошный автомобиль. Концепт-художник Райан Черч сохранил большую часть оригинального корпоративного дизайна и сосредоточился на функциональности знакомых компонентов. Его первоначальные наработки были смоделированы и уточнены сценографом Иосифом Хиурой. Затем этот дизайн был передан ILM для дальнейшей доработки и развился в фотореалистичные модели командой Алекса Егера. Роджер Гайетт из ILM, напомнив, что первоначальный «Энтерпрайз» был «очень статичным», добавил в модель движущиеся компоненты. ILM сохранил тонкие геометрические формы и узоры, чтобы намекнуть на оригинальный «Энтерпрайз», а цифровая краска модели воссоздала внешний вид рисунка корпуса «ацтеков» из первых фильмов. Возможно, наиболее заметное изменение произошло в больших мотогондолах, представляющих более гладкую отделку и форму в остальном простых мотогондол предыдущего звездолёта. Шон Харгривс перепроектировал «усиленные» опорные пилоны судна преемника «NCC-1701-A», которые изображены как уязвимости в «Стартрек: Бесконечность» (2016 год).
По словам Абрамса, воссоздание оригинального мостика было бы смешным и слишком маленьким. Его энтузиазм по поводу нового iPhone повлиял на реконструкцию центра мостика. Сложные технологии изменили элементы, с несколькими дисплеями и компьютерной графикой. Основной экран из телесериала был сохранен для совместной работы команды, а различным персонажам предоставили их собственные компьютерные дисплеи. Комната для Транспортера показалась Абрамсу плоской, он использовал закрученный свет и движущуюся камеру, чтобы сделать элементы и эффекты более динамичными. Из-за того, что бюджет помешал созданию огромного, функционального инженерного зала, продюсеры вместо этого проводили съёмки в различных цехах пивоваренного завода Budweiser. По звуковому оформлению для нового «Энтерпрайза» Бен Бёртт консультировался со звукорежиссёром «Оригинального сериала» Дугласом Гриндстафом.

### В других постановках
Аниматоры для сериала «Звёздный путь: Анимационный сериал» (1973—1975 годов) ротоскопировали кадры «Энтерпрайза», чтобы воссоздать движение корабля из «Оригинального сериала». Это создало впечатление, что мультсериал является четвёртым сезоном «Оригинального сериала». Анимированный носитель не смог поддержать некоторые из более светлых оттенков корабля, поэтому цвет «Энтерпрайза» получился, как последовательный серый. Хотя интерьер корабля был в значительной степени воссоздан из сериалов живого действия, Второй набор дверей турболифта был добавлен к мостику в ответ на запрос Родденберри: «Что они будут делать, если двери заклинит?»
Мостик «Энтерпрайза» был частично воссоздан для эпизода «Реликты» в сериале «Звездный путь: Следующее поколение» (1992 год). Первоначальный макет давно снесли, и продюсеры изначально планировали использовать набор эпохи кино. В конечном счете, часть декораций была построена, а остальные заполнены архивными кадрами и технологией зеленого экрана. Часть реквизита и декораций была арендована у треккеров, но они оказались в два раза меньше оригинальной 11-футовой модели, и это была первая серийная модель звездолёта, построенная более чем за 30 лет. Как и в случае с эпизодом «Реликты», мостик был частично воссоздан, а другие части позже были добавлены в цифровом виде. Майк Окуда использовал компьютер, чтобы воссоздать часть графики, увиденной в декорациях «Энтерпрайза», а другая была нарисована художником Дугом Дрекслером .[80] Большой проблемой для Лоры Ричарз стали стулья Беркдля интерьера звездолёта; она нашла один, и по образцу производственная команда сделала дополнительные стулья.
CGI-модель звездолёта сделана для камео в конце сериала «Звёздный путь: Энтерпрайз» в эпизоде «Эти путешествия…» (2005 год), и ещё одна версия CGI была создана для реконструкции эпизодов «Оригинального Звёздного пути».[84] Художники для реконструированного «Звёздного пути» добивались эффекта, чтобы CGI-модель не получилась слишком детализированной и, следовательно, несовместимой с эстетикой производства сериалов 1960-х годов.
Новый дизайн «оригинального» звездолёта «Энтерпрайз» на мгновение появляется в финале первого сезона 2018 «Звёздный путь: Дискавери», который происходит за 10 лет до времени действия сериала «Звёздный путь: Оригинальный сериал». Джон Айвз, Скотт Шнайдер и Уильям Бадж занимались проектированием «Энтерпрайза» с апреля по октябрь 2017 года. Дизайнеры изначально черпали идеи из «оригинального» дизайна звездолёта, а затем адаптировали идеи для фильма. «Энтерпрайз» появится во втором сезоне сериала. Продюсер «Дискавери» Гретхен Берг говорит, что она надеется на то, что поклонники увидят «Энтерпрайз» в сериале как смешение старого и нового «Звёздного пути». Ещё один продюсер «Дискавери» Грег Герберт решил не беспокоиться об отношении поклонников редизайном корабля: в то время как многие из сотрудников, разрабатывавших новый внешний вид, являются поклонниками «Звёздного пути», Герберт заявил, что поклонники редко соглашаются на что-либо.

## Реакция критиков
Когда звездолёт впервые появился на телевидении, «Энтерпрайз» предстал «элегантным и странно выглядящим бегемотом». Несмотря на то, что современная космическая программа Аполлон способствовала осознанию возможностей космических путешествий, «Энтерпрайз» вызвал фантазии о космических путешествиях. Джонатан Глэнси сравнил «убедительный и захватывающий» «Энтерпрайз» с имеющими такую же эстетическую привлекательность, как самолёт Конкорд, бомбардировщик B-17 и океанский лайнер «Queen Elizabeth 2». Как и другие корабли «Звёздного пути» с тем же именем, первоначальный «Энтерпрайз» является «персонажем в своем собственном праве». Кинокритик Скотт Джордан Харрис описал «Энтерпрайз» как самый важный персонаж франшизы, указав:
Важно отметить, что знаменитые слова, которыми начинается каждый эпизод телешоу, и которые повторяются в фильмах, не странствия капитана Кирка… или путешествия Звёздного Флота…"Они" — это в первую очередь путешествия звездолета «Энтерпрайз»…"
Дизайн «Энтерпрайза» является знаковым, и это повлияло на все будущие звездолёты Федерации планет в франшизе. Интерьеры корабля также являются знаковыми для дизайна 1960-х годов.[38] Как специализированный блог io9, так и американский научно-популярный журнал «Популярная механика» назвали «Оригинальный Энтерпрайз» лучшей версией различных кораблей франшизы под названием «Энтерпрайз».
В американском еженедельном «Журнале популярного кино и телевидения» (англ. Journal of Popular Film & Television) куратор «Национального музея воздухоплавания и астронавтики» Маргарет Вайтекамп указывает на два различных знаменитых «Энтерпрайза»: вымышленный космический корабль, изображенный в «Звёздном пути», и фактическую модель съемок. Вайтекамп продолжает:
Эти два «Энтерпрайза» пересекаются и явно взаимосвязаны, однако они не полностью соотносятся друг с другом. […] Распаковка их различий показывает историю этого важного телевизионного артефакта и вносит постоянный вклад в научно-популярную и материальную культуры.
Американский еженедельный журнал «Time» назвало перепроектирование корабля для полнометражного фильма «смелым» и «красивым». Харрис называет «Энтерпрайз» как один из 50 самых значительных объектов в кино, наряду с рубиновыми туфельками в художественном фильме «Волшебник страны Оз», Maschinenmensch в немецком немом фильме 1926 года «Метрополис» и Бэтмобиль в американском боевике «Бэтмен: Начало». В своем обзоре «Star Trek II» американская ежедневная газета «Washington Post» заявила, что «Энтерпрайз» выглядел «как игрушечная лодка в лавовой лампе». После того, как в «Гневе Хана» звездолет предстал как сложный механизм, требующий тщательного ухода, американский еженедельник «Entertainment Weekly» назвал это «немного сумасшедшим» для того, чтобы «Энтерпрайз» был работоспособным при участии всего нескольких офицеров в «Поисках Спока». Уничтожение корабля в «Поисках Спока» было описано как «действительно знаковым» и «хорошим ходом», хотя сценарист Дэвид Герролд писал, что разрушение корабля «бросает ложку дёгтя» в фильм, которую даже воскресение Спока не может заменить. При ретроспективе фильмов «Звёздный путь» 2010 года автор Джилл Шервин предположил, что стареющий «Энтерпрайз» в «Поисках Спока» служил метафорой для стареющей франшизы «Звёздный путь».

## Культурное влияние

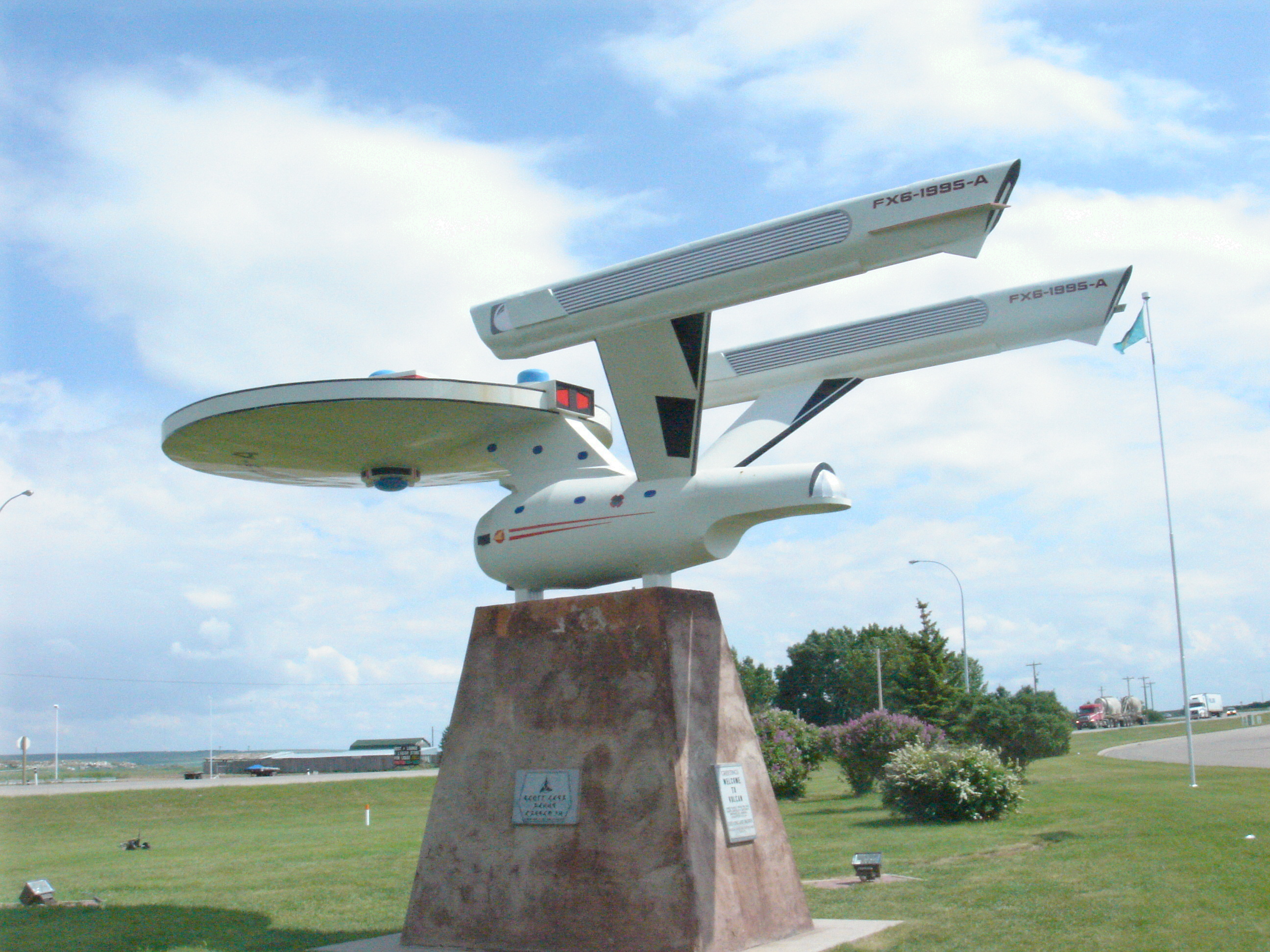
Центр посетителей в городе Вулкан, провинция Альберта, Канада, перед которым стоит копия звездолёта «Энтерпрайз».

Звездолёт «Энтерпрайз» оказал значительное культурное воздействие, и «оригинальная» модель корабля является «живым культурным объектом». Бетти Тримбл сказала, что продюсеры сериала «Звёздный путь: Оригинальный сериал» получили больше писем поклонников об «Энтерпрайз» чем любой из актёров. Кампания поддержки фанатов сериала в 1976 году привела к тому, что первый космический челнок был назван «Энтерпрайз» а не «Конституция». В 2009 году, американская компания Virgin Galactic назвала свой первый коммерческий космический корабль VSS Enterprise в честь звездолёта «Звёздного пути». Сайт Build the Enterprise, предлагает создание функционального космического аппарата с корпусом, похожим на «Энтерпрайз». Военно-морские силы США оценили эффективность стиля и компоновки мостика «Энтерпрайза», сравнивая мостик USS Independence и корабля USS Zumwalt с мостиком «Энтерпрайза». Точная копия мостика звездолёта, созданная для серии фанатского «Звёздного пути», позже была открыта в качестве публичной выставки. Отдельные звуковые сигналы, издаваемые андроидом R2-D2 в «Звёздных войнах», являются «потомком» мелодичных звуков, созданных для консоли мостика «Энтерпрайза».
Paramount Pictures пожертвовал оригинальную 11-футовую модель для съемок Смитсоновскому институту в 1974 году, разобранную на три части и запачканную. При поставке модели Paramount оценила стоимость модели в $ 5 000. Начиная с 1976 года, он висел у входа в галерею экспонатов в Национальном музее авиации и космонавтики, а затем был перемещен в сувенирный магазин, где оставался в течение 14 лет. В первой из своих первоначальных реставраций модель была изменена, дабы больше походить на звездолет «Энтерпрайз» и меньше на студийную модель для съемок. Модель прошла реставрацию в 1974, 1984 и 1992 годах. В течение большей части своего времени на дисплее, поклонники часто удивлялись различиям между фактической физической моделью и их ожиданиями о том, как должен выглядеть «реальный» космический корабль. Значительная многолетняя реставрация завершилась в 2016 году открытием новой экспозиции в летном зале. Эта последняя реставрация подчеркнула двойственность «Энтерпрайза» как модели для съемок и вдохновляющего звездолета.
В 2006 году соучредитель Майкрософт Пол Аллен купил модель «Энтерпрайза», созданную для оригинальных фильмов «Звёздного пути» за $ 240 000, и выставил в Музее поп-культуры. Другая модель оригинальной версии фильма демонстрируется в аэрокосмической компании Blue Origin. Кресло капитана оригинального корабля было продано на аукционе за $304 750. В городе Вулкан (провинция Альберта, Канада) создали 31-футовую (9,4 м) модель звездолёта, вдохновленную «Энтерпрайзом».
Конструкция «Энтерпрайза» была лицензирована для производства разнообразных игр, моделей и игрушек. В апреле 1975 года Ballentine Books выпустили набор из 12 внутренних и внешних чертежей «Энтерпрайза», а к декабрю 1976 года они выдержали седьмое издание. При первом издании рисунков звездолёта в разрезе для кинофильма было продано более миллиона копий. В 2010 году Pocket Books опубликовала Пособие Хейнса для «владельцев» звездолёта «Энтерпрайз». Почтовая служба Соединённых Штатов выпустила несколько марок с изображением «Энтерпрайз». Модель AMT 1966 Enterprise model является одним из самых продаваемых комплектов компании.